# Павле Стаматовић
Павле Стаматовић (Јаково, 23. април 1805. — Нови Сад, 26. септембар 1864) био је српски свештеник, књижевник, историчар, политичар и учитељ. Познат је као уредник алманаха „Српске пчеле” и часописа „Летописа Матице српске”.

## Школовање и прве службе
Рођен је 23. априла 1805. године у сремском селу Јакову, где је похађао основну школу. Отац му је рано умро па је живео са мајком Витоком. Наставио је гимназијско школовање у Сремским Карловцима, па се уписао у архигимназију у Будиму. Више образовање је стекао у Сегедину и Пешти. На сегединском Лицеју покренуо је ђачку дружину „Младо Једиње”, које се залагало за промовисање словенских језика и словенске културе. Млади Стаматовић се 1830. године из Јакова јавља као члан-оснивач Матице српске у Пешти, са улогом од 80 ф. За време боравка у Пешти 1830. године, почео је да издаје годишњак "Српску пчелу", која је излазила све до 1841. године. Био је кратко уредник књижевног часописа "Летописа Матице српске" (бројеви 27. и 28), у периоду од 1831-1832. године. Истовремено је био деловођа Матице српске и коректор свих матичиних издања, у време уредника Теодора Павловића. Постављен је за ђакона у Пешти 1832. године и кренуо свештеничким путем. Био је парох у Јегри и Сегедину, па се вратио у родни крај служећи при цркви у Голубинцима. Као протопрезвитер прешао је из Голубинаца у Сремске Карловце, где је провео неколико година (1843-1847).
Током службовања у Сремским Карловцима догодила се породична трагедија. Набујали након велике кише Стражиловски поток, срушио је 1847. године њихову кућу и притом убио супругу и кћерку. Остао је само са сином Богољубом.
Упоредо и неуморно бави се књижевним радом; написао је као администратор у Јегри дело "Млади Србљин у всемирном царсту" (1834), и превео "Сматрање дела Божијих" (1841). Компоновао је оду "Слава славенска у Европи". У Сегедину је као православни свештеник радио као вероучитељ за православне ђаке сегединскога лицеја и гимназије, међу којима је популаризовао прославу Светог Саве; њено прво јавно извођење 1839. године.

## Револуција 1848. и Мајска скупштина
Прота Стаматовић је био човек немирног духа и велике енергије; стизао је свуда током грађанског рата 1848-1849. године. Био је поуздани сарадник, новог српског патријарха Рајачића, и за њега вршио многе поверљиве мисије. Након избијања револуције у Хабзбуршкој монархији, Срби су у Новом Саду 15. марта 1848. године усвојили националне захтеве у 15 тачака. Те захтеве носила је у Братиславу (Пожун) делегација, у којој је био и прота Павле Стаматовић. Српски захтеви су изнесени 8. априла те године у угарском парламенту, али су одбијени. Уследили су немири, који ће због шовинистичких ставова Мађара прерасти у ратно стање. Када је народ 12. априла са зграде кикиндског магистрата скинуо мађарску и окачио српску заставу, а поп Павле је означен као подстрекач те побуне. Због тога се морао склонити. Стизао је као патријархов повереник у Хрватску код бана Јелачића, а и у Влашку код руске војске. У Новом Саду је 19. априла одржан народни збор, на коме су говорници истицали да мађарска влада намерава да помађари Србе, и да то ради још од 1840, од када црквени протоколи морају да се воде на мађарском. То је разљутило окупљени српски народ, па им је Стаматовић на њихов захтев дао да спале црквене протоколе на мађарском. Био је међу онима који су тражили да се сазове скупштина, која би одлучивала о наредним потезима значајним за српски народ. Стаматовић је учествовао у раду Мајске скупштине и био је један од потписника представке од 14. маја, у којој обавештавају аустријског цара да су Рајачића именовали за патријарха, а Стевана Шупљикца за војводу.

## Свесловенски конгрес
Павле Стаматовић је остао политички активан и после Мајске скупштине у Карловцима. Изабран је за делегата за Свесловенски конгрес 18. маја у Чешкој. Поред њега изабрани су као представници Срба, Никанор Грујић, Јован Суботић и Ђорђе Стојаковић. Од патријарха је добио налог да се на Свесловенском конгресу залаже за старословенски као општи језик словенске књижевности. На Свесловенском конгресу био је председник јужнословенске секције. Напад царске војске 11. јуна на Праг прекинуо је рад конгреса.

## Тражење помоћи у Србији
Након повратка у Војводину започео је одбрамбени рат са Мађарима. Био је одмах ангажован у ратним припремама. Патријарх Јосиф Рајачић послао га је да у Србији тражи војну помоћ и тражи команданта добровољачких одреда. У то време у Кнежевини Србији одржавала се Петровска скупштина, због прилика у Европи и због сукоба кнеза и Томе Вучића. Павле Стаматовић је на тајној седници изнео патријархов захтев. Пошто се Тома Вучић противио да се Србима у Хабзбуршкој монархији шаље помоћ, за команданта је изабран Стеван Петровић Книћанин. Када је Книћанин 25. јула 1848. године прешао у Војводину, Стаматовић је код њега био војни свештеник у логору код Томашевца. У томашевачком војном логору прота Стаматовић је биран у јесен 1848. године за посланика српског црквено-народног сабора у Сремским Карловцима.

## Старост и породица
По завршетку рата остао је без икакве имовине, јер су је развукли обесни Мађари. Од цара је из Беча добио само златну медаљу за велике заслуге током рата. Новчану одштету је он, као и други пострадали православни свештеници и њихове цркве, добио од Русије. Живео је тада у Новом Саду у Алмашком крају. Десило се фебруара 1851. године да је био подстицања народа на побуну, затворен у темишварском казамату. Последње године живота прота Павле провео је у Новом Саду, где је преминуо 26. септембра 1864. године.
Син јединац, економиста Богољуб Стаматовић (1834-1899) рођен у Сегедину, је баш живео бурно. Похађао је Карловачку гимназију (четири разреда), па наставио пети разред у Новом Саду. Био Змајев школски друг и присан пријатељ адвоката и политичара Михајла Полит-Десанчића. Бавио се и то лоше економисањем са земљом; у Пирошу (Руменки), и узимао аренду на Керском друму (Кер је данашње Змајево) – Керску чарду и земљу. Касније 1884. године изабран за трећег писара при новосадском Магистрату, али није могао да напредује без знања мађарског језика. Умро у 65-ој години живота, а леп женин мираз проћердао. Био је ожењен Настасијом Секулић из Кумана, са којом је имао две кћерке и сина Светозара.
Протин унук, мерник Светозар Стаматовић (1856-1904) рођен је у Новом Саду. Након школовања у Новом Саду и Темишвару, студирао је технику у Минхену (1873-1875); где је дипломирао као инжињер након прекида, настављајући студије (1877-1880). Завршетак студија омогућила му је богата Миланковићева стипендија, од 500 ф. годишње. По завршетку технике и женидбе, прешао у Краљевину Србију, где је ангажован на градњи жељезничке пруге. Затим је између 1892-1904. године живео и радио у Врању као окружни инжињер, достигнувши највишу I класу у струци. У околини Врања је смртно настрадао, након пада са коња јула 1904. године. Био је Светозар отац инжињера Павла Стаматовића директора предратне београдске електричне централе, Душан Стаматовић грађевински инжењер и професорке и концертне певачице Јелке Стаматовић из Београда.